# Duckington
Duckington – osada i civil parish w Anglii, w hrabstwie ceremonialnym Cheshire, w dystrykcie (unitary authority) Cheshire West and Chester. W 2001 roku civil parish liczyła 59 mieszkańców. Duckington jest wspomniana w Domesday Book (1086) jako Dochintone.